# Влада Зорана Живковића
Влада Зорана Живковића изабрана 18. марта 2003. године.
То је друга влада коју је изабрао пети сазив Народне скупштине Републике Србије.

## Историја
Дана 12. марта 2003. године, испред зграде Владе, убијен је у атентату Зоран Ђинђић, председник Владе и главни лидер владајуће коалиције. Сахрањен је три дана касније, у Алеји великана на Новом гробљу у Београду. Након тога, за новог председника Владе изабран је Зоран Живковић, тадашњи заменик председника владе и заменик председника Демократске странке.
Његов кабинет, задржао је све министре из Ђинђићевог састава, на место упражњено место потпредседника Владе изабрала Чедомира Јовановића. Након покретања опсежне полицијске акције Сабља у којој је ухапшено око 11000 чланова криминалних банди широм Србије, напади на владу су се низали, и опозиционе странке (Демократска странка Србије, Социјалистичка партија Србије, Српска радикална странка) почеле су да финансијски и медијски јачају. Октобра месеца, Скупштина Србије, почела је расправу о изгласавању неповерења Влади, коју је иницирала опозиција, односно бивша власт СРС и СПС. Усред те расправе, 13. новембра, тадашња в. д. председника Републике, Наташа Мићић, распустила је парламент и расписала ванредне скупштинске изборе за 28. децембар.
Иначе, ДОС се пред те изборе распао. Демократска странка одлучила је да самостално иде на изборе и за носиоца листе истакла Бориса Тадића, потпредседника странке.

## Састав Владе
| Ресор                                                       | Слика                 | Име и презиме              | Странка  | Детаљи                                                         |
| ----------------------------------------------------------- | --------------------- | -------------------------- | -------- | -------------------------------------------------------------- |
| Председник Владе                                            | Зоран Живковић        | Зоран Живковић             | ДС       |                                                                |
| Потпредседник                                               | Небојша Човић         | Небојша Човић              | ДА       |                                                                |
| Потпредседник                                               |                       | Душан Михајловић           | НД       | До избора министра обавља функцију министра унутрашњих послова |
| Потпредседник                                               | Жарко Кораћ           | Жарко Кораћ                | СДУ      |                                                                |
| Потпредседник                                               |                       | Јожеф Каса                 | СВМ      |                                                                |
| Потпредседник                                               |                       | Миле Исаков                | РВ       |                                                                |
| Потпредседник                                               | Чедомир Јовановић     | Чедомир Јовановић          | ДС       |                                                                |
| Министри                                                    |                       |                            |          |                                                                |
| Министарство економије и финансија                          | Божидар Ђелић         | Божидар Ђелић              | ДС       |                                                                |
| Министарство правде                                         | Владан Батић          | Владан Батић               | ДХСС     |                                                                |
| Министарство за државну управу и локалне самоуправе         | Родољуб Шабић         | Родољуб Шабић              | СД       |                                                                |
| Министарство пољопривреде, шумарства и водопривреде         | Кори Удовички         | Драган Веселинов           | КВ       | 4. јуна 2003. оставка                                          |
| Министарство пољопривреде, шумарства и водопривреде         |                       | Стојан Јевтић              |          | 1. јула 2003. изабран                                          |
| Министарство привреде и приватизације                       | Александар Влаховић   | Александар Влаховић        | ДС       |                                                                |
| Министарство рударства и енергетике                         | Кори Удовички         | Кори Удовички              |          |                                                                |
| Министарство за саобраћај и телекомуникације                |                       | Марија Рашета Вукосављевић | ДС       |                                                                |
| Министарство урбанизма и грађевине                          | Драгослав Шумарац     | Драгослав Шумарац          | ДС       |                                                                |
| Министарство трговине, туризма и услуга                     | Слободан Милосављевић | Слободан Милосављевић      | ДС       |                                                                |
| Министарство економских односа са иностранством             | Горан Питић           | Горан Питић                | ДС       |                                                                |
| Министарство рада и запошљавања                             |                       | Драган Миловановић         |          | АСНС                                                           |
| Министарство рада, борачких и социјалних питања             | Гордана Матковић      | Гордана Матковић           | ДА       |                                                                |
| Министарство науке, технологије и развоја                   | Драган Домазет        | Драган Домазет             | ДС       |                                                                |
| Министарство просвете и спорта                              |                       | Гашо Кнежевић              | ГСС      |                                                                |
| Министарство културе и јавног информисања                   | Бранислав Лечић       | Бранислав Лечић            | ДС       |                                                                |
| Министарство здравља                                        | Томица Милосављевић   | Томица Милосављевић        | Г17 плус |                                                                |
| Министарство заштите природних богатстава и животне средине |                       | Анђелка Михајлов           |          |                                                                |
| Министарство вера                                           |                       | Војислав Миловановић       |          |                                                                |